# Juanjo
Juan José Angosto Hernández (Murcia, 19 de agosto de 1985), mais conhecido como Juanjo, é um jogador de futsal espanhol. Atualmente, joga pelo ElPozo Murcia e pela Seleção Espanhola de Futsal na posição de goleiro, tendo sido escolhido pela Futsal Planet o segundo melhor goleiro do mundo em 2019 e o terceiro melhor em 2012.